# Cleora aequivoca
Cleora aequivoca là một loài bướm đêm trong họ Geometridae.